# Čorotjávri
Čorotjávri és un llac del municipi de Kárášjohka, al comtat de Finnmark, Noruega. Amb 4 quilòmetres quadrats el llac es troba a l'altiplà Finnmarksvidda, a uns 15 quilòmetre del límit municipal amb el municipi de Guovdageaidnu.